# ماکسیم یرمولنکو
ماکسیم یرمولنکو (اوکراینی: Максим Андрійович Єрмоленко؛ زادهٔ ۱۴ مهٔ ۱۹۹۸) بازیکن فوتبال اهل اوکراین است.